# Caphornia pura
Caphornia pura là một loài bướm đêm trong họ Noctuidae.